# 岁月·推理
《岁月·推理》，月刊，侦探小说杂志，由中国岁月文学杂志社刊行。

## 概要
《岁月·推理》由岁月文学杂志社刊行，该社亦发行刊物《岁月》。封面宣传语为“睿智的、本格的、经典的、趣味的、理性的、专業的推理杂誌”。每期价格8元。
每月刊载5篇左右的中国原创短篇推理小说。此外，每月登载1篇海外推理短篇小说的翻译。
2008年9月号全面改版。9月号、10月号连续刊登島田荘司特辑。特辑中刊载《岁月·推理》编辑部对岛田庄司的采访稿，以及岛田庄司作品的介绍文章。
《岁月·推理》与青少年文学杂志社《推理世界》为姐妹刊。从2011年开始，两刊共同举办华文推理大奖赛。该赛为短篇小说创作比赛，每两年举办一次。入选作品择期刊登于杂志上。
自2012年10月号开始，每月发行「金版」「銀版」二册。
《岁月·推理》杂志曾与乐视合作制作侦探网剧，如《ISGRIRL》。